# Menschliche Sicherheit
Menschliche Sicherheit (englisch Human Security) bezeichnet einen erweiterten Sicherheitsbegriff, der im Gegensatz zu traditionellen Sicherheitskonzepten nicht den Schutz des Staates, sondern des Individuums und seiner Menschenwürde in den Mittelpunkt der Betrachtung stellt. Das politische Konzept vereinigt Gesichtspunkte der Menschenrechte, der menschlichen Entwicklung, der Friedenssicherung und der Konfliktprävention. Infolge der Beendigung des Kalten Krieges wurde deutlich, dass nicht zwischenstaatliche Kriege die Hauptbedrohungen der Sicherheit des Einzelnen sind, sondern vielmehr Bedrohungen wie staatliche Willkür, Bürgerkriege, Kriminalität, Klimawandel, die Gefährdung der Umwelt, Vertreibung, Hunger und Armut. Der Wandel ist nicht nur mit der Humanisierung des Völkerrechts, sondern auch mit dem Wachstum einer zivilgesellschaftlichen Akteursvielfalt begründbar. Das heißt, dass nicht nur mehr Staaten als international relevante Akteure betrachtet werden, sondern der Einzelne vermehrt ins Zentrum der Aufmerksamkeit rückt. Der Tatsache, dass das gängige, nationalstaatliche Verständnis von Sicherheit nicht deckungsgleich mit den Hauptbedrohungen ist, möchte das Konzept der Menschlichen Sicherheit entgegenwirken. Es öffnet damit den Blick für die Verletzlichkeiten des Einzelnen.
Besonders bedeutend für die begriffliche Entwicklung der „Menschlichen Sicherheit“ war der Bericht über Menschliche Entwicklung des Entwicklungsprogramms der Vereinten Nationen (Human Development Report des United Nations Development Programme, UNDP) aus dem Jahr 1994. In ihm wurden die charakteristischen Elemente der Menschlichen Sicherheit – Freiheit von Not und Freiheit von Furcht („freedom from want“ und „freedom from fear“) – festgehalten und die vormals eindimensional und staatlich begriffene Sicherheit in sieben Dimensionen der Menschlichen Sicherheit (wie wirtschaftliche Sicherheit, Ernährungssicherheit, politische Sicherheit, s. u.) aufgefächert.
Aufgrund der unterschiedlichen Sicherheitsbedrohungen in der Welt und der verschiedenen Blickrichtungen auf sie besteht eine Vielzahl an Definitionen der Menschlichen Sicherheit. Diese Unbestimmtheit und die daraus resultierende Schwierigkeit der Abgrenzung sind die Schwerpunkte der Kritik der menschlichen Sicherheit. Deshalb wird vorgeschlagen, „Menschliche Sicherheit“ lediglich als Bezeichnung einer breiten Forschungskategorie im Bereich der Sicherheitsstudien zu gebrauchen, die sich hauptsächlich mit nichtmilitärischen Bedrohungen der Sicherheit von Gesellschaften, Gruppen und Individuen befasst. Das wiederum wird als Aufrechterhaltung einer Lücke der Menschlichen Sicherheit für den Bereich von militärischen Konflikten kritisiert. Außerdem wird dem Konzept der Vorwurf der Legitimierung humanitärer Interventionen gemacht. Des Weiteren fragen Kritiker, wo der Mehrwert der gutgemeinten „Versicherheitlichung“ von Gefahren liegt.
Trotzdem genießt das Konzept u. a. seit dem Erfolg der Verabschiedung der Antipersonenminenkonvention 1997, die trotz des Widerstandes der USA und anderer Großmächte durchgesetzt wurde und als Durchbruch der Menschlichen Sicherheit gewertet wird, verstärkte Aufmerksamkeit. 2010 hat sich der VN-Generalsekretär sogar zum Mainstreaming des Konzepts der Menschlichen Sicherheit bekannt. Gegen die Kritik wird eingewendet, dass nicht die Begrifflichkeiten der Menschlichen Sicherheit im Vordergrund stehen. Vielmehr soll der Vagheit des Konzeptes durch die Beschreitung seiner Zielvorgaben (Mainstreaming) entgegengewirkt werden.

## Das Konzept der Menschlichen Sicherheit und seine Schwerpunkte

### Struktur und Ziele
Trotz der unterschiedlichen Definitionen der Menschlichen Sicherheit lassen sich Strukturen erkennen und viele gemeinsame Elemente nennen.
Der Bericht über Menschliche Entwicklung des Entwicklungsprogramms der Vereinten Nationen aus dem Jahr 1994 formulierte den dringlichen Wechsel des Sicherheitskonzepts in zwei Grundsätzen:
- von einer ausschließlichen Betonung der territorialen Sicherheit zu einer viel größeren Betonung der Sicherheit der Bevölkerung sowie
- von einer Sicherheit durch Bewaffnung zu einer Sicherheit durch nachhaltige menschliche Entwicklung.

Zudem benannte der Bericht die folgenden sieben Hauptkategorien von Bedrohungen der Menschlichen Sicherheit:
- wirtschaftliche Sicherheit,
- Ernährungssicherheit,
- gesundheitliche Sicherheit,
- Umweltsicherheit,
- persönliche Sicherheit,
- gesellschaftliche Sicherheit und
- politische Sicherheit.[10]

Das ganzheitliche Konzept der Menschlichen Sicherheit befürwortet den Ansatz der Beschränkung der Staatensouveränität durch die Verantwortung des Staates, die Rechte seiner Bewohner zu schützen. Ziel ist es, die Menschen zu ermächtigen und sie nicht nur als Objekte der Sicherheit zu schützen, um die Balance zwischen Bevölkerung und Staat zu stabilisieren sowie staatliche Strukturen zu festigen. Denn stabile und effektive staatliche Strukturen können Menschliche Sicherheit am besten garantieren. Damit tritt das Konzept auch der Kritik entgegen, auf die Legitimierung eines Angriffes der Souveränität eines Staates in Form einer humanitären Intervention zu zielen. Menschliche Sicherheit richtet sich – im Gegensatz zum menschenrechtlichen Ansatz, der sich vordergründig auf Verletzungen bezieht, die von Regierungen ausgehen – auch an andere Akteure und unterscheidet nicht danach, wer die Verletzung verursacht hat. Einerseits soll das eindimensionale Sicherheitsverständnis also durch die Zentralisierung des Individuums vertikal über den Nationalstaat hinaus vertieft werden, andererseits soll durch die Erweiterung der potenziellen Bedrohungen – u. a. durch Naturkatastrophen – der Schutz horizontal erweitert werden. Dementsprechend visiert das Konzept der Menschlichen Sicherheit nicht die Ersetzung, sondern Komplementierung der staatlichen Sicherheit an, die nur dann legitim sei, wenn auch Menschliche Sicherheit gewährleistet wird.
Das Konzept entspricht somit der grundsätzlichen Entwicklung im Völkerrecht hin zu einer stärkeren Berücksichtigung der menschlichen Dimension.

### Weiter Ansatz versus enger Ansatz
Innerhalb des Konzeptes der Menschlichen Sicherheit haben sich zwei Hauptansätze entwickelt, um den Bedrohungen der Menschlichen Sicherheit entgegenzutreten. Der weite Ansatz „Freiheit von Not“ und der engere Ansatz „Freiheit von Furcht“. Sie gehen auf die von US-Präsident Roosevelt bereits 1941 erklärten vier Freiheiten zurück, die jedem Menschen überall auf der Welt zustehen sollten (Freiheit der Rede, Religionsfreiheit, Freiheit von Not und Freiheit von Furcht). Der Inhalt der Letztgenannten, Freiheit von Furcht, lässt eine Parallele zu den bürgerlich-politischen Menschenrechten erkennen. Er ist einer der beiden Eckpfeiler des Konzeptes, nämlich Menschliche Sicherheit im Hinblick auf Konflikte und nach deren Beendigung. Denn primär beinhaltet die Freiheit von Furcht den Schutz des Einzelnen vor bewaffneten Konflikten, Vertreibung, Willkür und politischer sowie krimineller Gewalt. Die sozialökonomischen Menschenrechte lassen sich im weiten Ansatz wiederfinden – u. a. der Schutz des Einzelnen vor Hunger, Armut, Krankheit sowie Naturkatastrophen. Dieser zweite Eckpfeiler des Konzeptes, der Menschlichen Sicherheit im Hinblick auf die menschliche Entwicklung, wird auch als Ergänzung des engeren verstanden.
Darüber hinaus wird in einem humanitären Ansatz die Stärkung von Maßnahmen gegen Kriegsverbrechen oder Völkermord in den Vordergrund gestellt. Der frühere Generalsekretär der Vereinten Nationen, Annan, fügt den beiden Hauptansätzen der Menschlichen Sicherheit eine weitere Freiheit hinzu, die Freiheit, in Würde zu leben (Freedom to live in dignity).

### Politik und Recht
Der Trennung von politischen Aspekten sowie rechtlichen ist besondere Bedeutung einzuräumen, da es sich bei der Menschlichen Sicherheit um ein politisches Konzept handelt. Jedoch werden ihm Auswirkungen auf das Recht zugeschrieben; sowohl hinsichtlich der Regeln zur Erzeugung von Völkerrecht als auch bezüglich der Umsetzung völkerrechtlicher Regeln. Ein Beispiel dafür ist die im Einklang mit dem Konzept der Menschlichen Sicherheit stehende verstärkte Integration der Zivilgesellschaft in internationale Verhandlungen, die zu Verträgen führen sollen, sowie der Fokus auf „menschliche“ und nicht „staatliche“ Anliegen in den Inhalten dieser Verträge (z. B. Ächtung von Antipersonenminen und Streumunition).

### Verhältnis zwischen Menschenrechten und Menschlicher Sicherheit
Wie das Konzept der Menschenrechte ist auch das der Menschlichen Sicherheit ein umgestaltendes, das auf einen Wandel der bestehenden Strukturen und den Aufbau von Kapazitäten abzielt, um Menschenrechtsverletzungen zu bekämpfen. Denn ähnlich wie Menschliche Sicherheit versuchen auch die Menschenrechte den Platz des Einzelnen in den internationalen Angelegenheiten zu klären und zu sichern, jedoch verfügen Letztere über fundierte Normen. Dementsprechend sollen auf der einen Seite die Menschenrechte Menschliche Sicherheit durch normative Klarheit anreichern und die Auslegung ihres Inhalts unterstützen. Andererseits gewährt Menschliche Sicherheit die Erlaubnis Prioritäten zu setzen, was hingegen dem Konzept der Menschenrechte verwehrt ist. Denn es erlaubt keinen Vorrang von Rechten aufgrund von Bedarfsorientierung oder des Grades der Bedrohung. Insofern könne das flexiblere Konzept der Menschlichen Sicherheit das Menschenrechtssystem herausfordern, gewisse seiner fundamentalen Charakteristiken zu überdenken. Dabei ist von Bedeutung, dass die Unterscheidungskraft der Menschlichen Sicherheit von den Menschenrechten erhalten bleibt und das Konzept nicht als eine lediglich neuverpackte Form der Menschenrechte wahrgenommen wird. Eine Gleichstellung beider Konzepte würde beiden keinen Nutzen bringen.

### Menschliche Sicherheit und Bildung
Bereits seit den Anfängen des Konzepts der Menschlichen Sicherheit wurde eine bedeutende Verbindung zur Bildung erkannt und von der Organisation der Vereinten Nationen für Erziehung, Wissenschaft und Kultur (United Nations Educational, Scientific and Cultural Organization, UNESCO) aufgegriffen. Die Wechselwirkung des Rechts auf Bildung und der Menschlichen Sicherheit wird im Falle diskriminierenden und ungleichen Bildungszugangs besonders deutlich. Denn die Verletzung des Rechts auf Bildung behindert den Einzelnen in der Entfaltung seiner Persönlichkeit. Einerseits bei der Teilnahme am sozialen, politischen und wirtschaftlichen Leben in angemessener Weise sowie beim Schutz seiner Familie und sich selbst. Bezogen auf die Gesellschaft gefährdet Bildungsverweigerung somit die Menschliche Sicherheit. Das Fehlen Menschlicher Sicherheit wiederum verhindert Bildung, etwa durch Armut oder bewaffnete Konflikte. Deshalb ist Bildung ein besonders wichtiger Beitrag zur Menschlichen Sicherheit.

### Vorausblick/Potenzial
Menschliche Sicherheit wird als eine Herausforderung internationaler Institutionen und des Rechts internationaler Organisationen angesehen.
Benedek hebt hervor, dass das Konzept der Menschlichen Sicherheit die Zusammenschau von Grundsätzen, Politiken und Strategien fokussiert, die durch Umsetzung oder Operationalisierung etabliert werden sollen. Dies soll durch Institutionalisierung oder bindende Entscheidungen und Vereinbarungen internationaler Institutionen, geschehen, wie sie etwa von den Vereinten Nationen zum Schutz von Zivilisten in bewaffneten Konflikten oder zur Verantwortlichkeit von Verstößen gegen internationale rechtliche Verpflichtungen sowie durch das Übereinkommen gegen Streumunition getroffen wurden. Nachdem sich die internationale Staatengemeinschaft im Schlussdokument des Weltgipfels 2005 grundsätzlich zum Konzept der menschlichen Sicherheit bekannt hat, hat 2010 der Generalsekretär der Vereinten Nationen zum Mainstreaming des Konzepts aufgerufen.
Mancherorts wird auch hinterfragt, ob sich Menschliche Sicherheit dazu eignet, das Sicherheitskonzept der VN-Charta zu erweitern. Stein-Kaempfe argumentiert, dass sich Aspekte der Menschlichen Sicherheit „in der vom Sicherheitsrat aufgrund seines auch zeitlich gestreckten Friedensverständnisses betriebenen ‚Nachsorge‘ nach Beendigung bewaffneter Konflikte“ wiederfinden lassen und bejaht die Möglichkeit des Ansatzes, „frischen Wind für die Arbeit der Vereinten Nationen mit Blick auf die Schaffung gerechter und sicherer Lebensbedingungen für die Menschen“ zu bringen.

## Bedeutende Dokumente und Initiativen

### Grundwerk – Bericht über menschliche Entwicklung 1994
Das bedeutendste Grundwerk für die konzeptuelle Entwicklung und den Eintritt auf der internationalen Ebene des Ansatzes der Menschlichen Sicherheit liegt im Bericht über menschliche Entwicklung des Entwicklungsprogramms der Vereinten Nationen aus dem Jahr 1994. Darin wurde der erste ernsthafte Versuch unternommen, Menschliche Sicherheit zu definieren. Im Anschluss daran wurde es in vielen Berichten erwähnt und seine Befürworter arbeiten an einer Verbreitung des Konzepts; auszugsweise lassen sich folgende Dokumente und Initiativen nennen:

### Netzwerk für Menschliche Sicherheit
Bereits 1999 gründete sich auf Initiative Kanadas und Norwegens das Netzwerk für Menschliche Sicherheit (Human Security Network, HSN), eine Verbindung aus mittlerweile mehr als einem Dutzend Staaten in Form einer Konsultationsgruppe mit dem Ziel, das Konzept als Ansatz nicht nur für die internationale, sondern auch für die nationale Politik zu fördern. Insbesondere in den Vereinten Nationen sollen Angelegenheiten der Menschlichen Sicherheit wirksamer thematisiert werden. 1999 hat dieses Netzwerk eine Human Security Agenda ausgearbeitet, die in ständiger Weiterentwicklung auf Zusammenkünften der VN-Generalversammlung forciert werden soll. Darunter befinden sich Problemfelder der Menschlichen Sicherheit im Zusammenhang mit bewaffneten Konflikten, aber auch die Unterstützung der Reform der Vereinten Nationen sowie eine Stärkung des Multilateralismus bezüglich eines besseren Schutzes der menschlichen Person. Eine besondere Rolle in der Entwicklung der Agenda haben die jeweiligen Vorsitzstaaten des Netzwerkes. Unter österreichischem Vorsitz wurde 2003 etwa das Thema der Menschenrechtsbildung Teil der Agenda.

### Kommission für Menschliche Sicherheit
2001 nahm die Kommission für Menschliche Sicherheit (Commission on Human Security, CHS) die von der japanischen Regierung initiiert wurde, ihre Arbeit auf. In ihrem Bericht aus dem Jahr 2003 „Human Security Now“ (Menschliche Sicherheit Jetzt) wird die Relevanz des Konzepts für Menschen in Konflikt- und Nachkonfliktsituationen betont, aber auch seine Bedeutung hinsichtlich der wirtschaftlichen und sozialen Rechte. Dementsprechend befasst sich der Bericht sowohl mit dem engen Ansatz, Freiheit von Furcht, als auch dem weiteren, Freiheit von Not.

### Internationale Kommission zu Intervention und staatlicher Souveränität
Als Teil bzw. Ergänzung der Menschlichen Sicherheit wurde die „Responsibility to Protect“ (Verantwortung zum Schutz, R2P, rtp) im gleichnamigen Bericht der Internationalen Kommission zu Intervention und staatlicher Souveränität (International Commission on Intervention and State Sovereignty, ICISS) 2001 erarbeitet. Diese Verantwortung, die Menschen vor schwerwiegenden und massiven Menschenrechtsverletzungen zu schützen, richtet sich nicht nur an den betroffenen Staat, sondern subsidiär auch an die Staatengemeinschaft. Die R2P ist ein ganzheitliches Konzept und besteht aus den drei Elementen Prävention, Reaktion und Wiederaufbau.

### Human Security Report 2005 und 2009/2010
Die „Human Security Reports“ enthalten wichtige Entwicklungsdaten im Bereich der Menschlichen Sicherheit. Der erste Bericht wurde 2005 publiziert und durch spätere Aktualisierungen ergänzt. Er konzentriert sich auf Aspekte der Bedrohungen von Zivilisten durch Konflikte und andere Gewaltformen. Der Bericht dokumentiert einen Rückgang der Anzahl der Kriege, Völkermorde und Menschenrechtsverletzungen im Laufe des zurückliegenden Jahrzehnts.
Im Dezember 2010 erschien der zweite „Human Security Report“, der ebenfalls auf gewalttätige Konflikte fokussiert ist. Zwar musste darin eine gegenläufige Entwicklung seit 2003 zum Rückgang der Anzahl der Konflikte festgestellt werden, jedoch nicht bezüglich des langfristigen Rückgangs der Anzahl der Todesopfer nationalstaatlicher Kriege (in denen eine Regierung Konfliktpartei ist). Im Rahmen dieses Projekts werden regelmäßig neuere Entwicklungen zusammengestellt und als „Human Security Research“ veröffentlicht.

### Index der Menschlichen Sicherheit
Die Erstausführung eines Index der Menschlichen Sicherheit, der 200 Staaten einbezieht, wurde 2009 von der Wirtschafts- und Sozialkommission für Asien und den Pazifik der Vereinten Nationen (United Nations Economic and Social Commission for Asia and the Pacific, UNESCAP) publiziert. Er stellt eine Erweiterung des Index der Menschlichen Entwicklung dar. Ende 2010 wurde eine zweite Ausgabe veröffentlicht, die mehr als 230 Staaten einbezieht. Der Index bezweckt die Sicherheit eines Individuums oder einer Gruppe in seinem/ihrem Zuhause, seiner/ihrer Gemeinde, seinem/ihrem Staat und in der Welt zu charakterisieren, um Entwicklung zu unterstützen. Ein weiterer interessanter Versuch Menschliche (UN-)Sicherheit entlang der ursprünglichen im UNDP-Report von 1994 enthaltenen Dimensionen zu erfassen, präsentierte 2011 eine junge Forschergruppe des Instituts für Entwicklung und Frieden (INEF).

### Berichte des VN-Generalsekretärs
In dem Bericht von 2000, „We the peoples“ (Wir, die Völker), benannte der VN-Generalsekretär bereits die beiden Hauptansätze der Menschlichen Sicherheit – Freiheit von Furcht und Freiheit vor Not –, jedoch ohne auf das Konzept der Menschlichen Sicherheit hinzuweisen.
In dem Bericht „In Larger Freedom“ (In größerer Freiheit) des VN-Generalsekretärs aus dem Jahr 2005 verfasste er Agendavorschläge für das Weltgipfeltreffen in der VN-Generalversammlung im gleichen Jahr. Darin formulierte der VN-Generalsekretär zur Entscheidung durch die Staats- und Regierungschefs: „Ohne Entwicklung wird es keine Sicherheit geben, und ohne Sicherheit keine Entwicklung. Und Entwicklung wie Sicherheit hängen wiederum von der Achtung vor den Menschenrechten und der Herrschaft des Rechts ab.“ Zudem fügte er den beiden Hauptansätzen der Menschlichen Sicherheit eine weitere Freiheit hinzu, die Freiheit, in Würde zu leben (Freedom to live in dignity). Unter diese Freiheit fasste Annan die Herrschaft des Rechts, Menschenrechte und Demokratie.
In dem bereits erwähnten Bericht des amtierenden VN-Generalsekretärs Ban zur Menschlichen Sicherheit von 2010 übernimmt dieser die Freiheit, in Würde zu leben, neben den beiden bereits etablierten Hauptansätzen. Mit dem Bericht liefert er eine Aktualisierung der Entwicklungen hinsichtlich des Fortschritts der Menschlichen Sicherheit seit dem Weltgipfel. Darin fordert er die Mitglieder der VN-Generalversammlung nicht nur zum Mainstreaming des Konzepts der Menschlichen Sicherheit auf, sondern auch, den Mehrwert des Konzepts der Menschlichen Sicherheit zu beachten. Das unterstreicht die gesteigerte Bedeutung, die das Konzept bereits gewonnen hat.

### VN-Generalversammlung
Im Ergebnisdokument des Weltgipfels 2005 der VN-Generalversammlung vereinbarten die Staatenvertreter, das Konzept der Menschlichen Sicherheit hinsichtlich einer Definition zu diskutieren. Zugleich wurde die Responsibility to Protect anerkannt. Eine Staatengruppe der Freunde der menschlichen Sicherheit (Friends of Human Security, FHS) führte auf Initiative Japans die Diskussion weiter.
2008 kam es in der VN-Generalversammlung zu einer informellen thematischen Debatte zum Anwendungsbereich der menschlichen Sicherheit und zu deren weiteren Untersuchung. Es zeigten sich erneut unterschiedliche Auffassungen und so wurde eine Arbeitsgruppe zur Menschlichen Sicherheit eingerichtet. Sie sollte bestimmte Bereiche ermitteln, in denen Menschliche Sicherheit angewendet werden kann. 2010 kam es in der VN-Generalversammlung zu einer erneuten Beratung des Konzeptes, die von dem Bericht zur Menschlichen Sicherheit des VN-Generalsekretärs angeregt wurde. Jedoch wurde noch immer kein allgemeiner Konsens über das Konzept in der VN-Generalversammlung erreicht. Im Frühjahr 2011 gab es einen erneuten Vorstoß zum Voranbringen des Konzepts in einer informellen Debatte, die an die vorjährige anschloss. In zwei Foren konzentrierte sich die Diskussion der Delegierten auf die Fragen eines möglichen Ansatzes zur Definition der Menschlichen Sicherheit sowie der Anwendbarkeit und dem Mehrwert des Konzepts.

### Europäische Union – Gemeinsame Sicherheits- und Verteidigungspolitik
In der Gemeinsamen Sicherheits- und Verteidigungspolitik (GSVP) der Europäischen Union kommt das Konzept der Menschlichen Sicherheit inhaltlich zur Anwendung, auch wenn es aufgrund souveränitätsorientierter Staatsinteressen als solches kaum explizit Erwähnung findet. So sichert die GSVP (früher: Europäische Sicherheits- und Verteidigungspolitik, ESVP), die Teil der Gemeinsamen Außen- und Sicherheitspolitik (GASP) der Europäischen Union ist, „der Union eine auf zivile und militärische Mittel gestützte Operationsfähigkeit“ (Artikel 42 I 2 EUV). In der vom Rat der Europäischen Union angenommenen Europäischen Sicherheitsstrategie (ESS), „A secure Europe in a better world“, Ein sicheres Europa in einer besseren Welt, aus dem Jahr 2003, die erstmals Elemente der Menschlichen Sicherheit auf europäischer Ebene einbrachte, wird formuliert: „The best protection for our security is a world of well-governed democratic states. Spreading good governance, supporting social and political reform, dealing with corruption and abuse of power, establishing the rule of law and protecting human rights are the best means of strengthening the international order.“
Mit der Umsetzung der Sicherheitsstrategie befasst sich u. a. der Bericht der Human Security Study Group „A Human Security Doctrine for Europe – The Barcelona Report of the Study Group on Europe's Security Capabilities“ (Arbeitsgruppe Menschliche Sicherheit, Eine Doktrin der Menschlichen Sicherheit für Europa – Der Barcelona Bericht der Arbeitsgruppe zu Europas Sicherheitsfunktionen, sogenannte Barcelona-Bericht) von 2004. Mit dieser Doktrin schlägt sie einen Leitfaden für die Maßnahmen der Spitzenvertreter der Mitgliedstaaten, der Politiker in den Mitgliedstaaten, Diplomaten und Soldaten gleichermaßen vor. Die drei Elemente dieses Berichtes zur Umsetzung der Sicherheitsstrategie umfassen (1.) die Aufstellung von sieben Prinzipien für Einsätze in Situationen schwerwiegender Unsicherheit, (2.) die Einsetzung einer „Human Security Response Force“ (Eingreiftruppe Menschliche Sicherheit) sowie (3.) die Schaffung neuer rechtlicher Rahmenbedingungen, die sowohl den Beschluss zum Eingreifen als auch die Maßnahmen vor Ort regeln. Der sogenannte Madrid-Bericht der Arbeitsgruppe Menschliche Sicherheit aus dem Jahr 2007, „A European Way of Security – The Madrid Report of the Human Security Study Group comprising a Proposal and Background Report“ (Ein europäisches Sicherheitsmodell – Der Madrid Bericht der Arbeitsgruppe Menschliche Sicherheit, einschließlich eines Vorschlages und eines Hintergrundberichts), fordert ferner eine Deklaration der Prinzipien der Menschlichen Sicherheit seitens der Mitgliedstaaten, wozu es jedoch nicht gekommen ist. In dem Bericht des Rates der Europäischen Union von 2008 über die Umsetzung der Europäischen Sicherheitsstrategie „Sicherheit schaffen in einer Welt im Wandel“ wurde das Konzept der Menschlichen Sicherheit sogar ausdrücklich erwähnt: Die Mitgliedstaaten der Europäischen Union „[…] have worked to build human security, by reducing poverty and inequality, promoting good governance and human rights, assisting development, and addressing the root causes of conflict and insecurity.“

### Sonstige
Ein 2022 erschienener UNDP-Sonderbericht plädiert für mehr internationale Solidarität und führt die wachsende Bedrohungslage menschlicher Sicherheit trotz verbesserter Ausgangslage bisheriger Kennzahlen auf erhöhtes zwischenmenschliches Misstrauen und staatliche Konkurrenzen zurück.

## Anwendungsfall Friedenseinsätze
Das Konzept der Menschlichen Sicherheit geht gerade über rein militärische Maßnahmen hinaus und kann multidimensionale Friedenseinsätze besser berücksichtigen, was zur Steigerung der Wertschätzung der Vorzüge des Konzepts, besonders in Nachkonfliktsituationen beiträgt. Ziel ist es – im Sinne der Verbesserung der Situation der betroffenen Menschen – bereits der Entstehung eines Konflikts entgegenzuwirken und nicht erst reaktiv in eine Konfliktsituation einzugreifen. In Krisenfällen soll die Zivilgesellschaft als bedeutender Akteur in die Handhabung eingebunden werden. Dadurch soll verhindert werden, dass es zu einer hierarchischen (top-down) Struktur kommt. Vielmehr soll eine Struktur von unten nach oben (bottom-up) geschaffen werden, die auf „local ownership“ gerichtet ist und nachhaltige Stabilisierung in Form des Aufbaus rechtsstaatlicher und demokratisch verfasster Staaten schafft. Gerade den besonders verletzlichen Bevölkerungsgruppen, wie Frauen, Kindern, Flüchtlingen, Binnenvertriebenen und Angehörigen von Minderheiten, soll besonderer Schutz zuteilwerden.
Auch wenn sich in der Praxis bereits Aspekte des Ansatzes der Menschlichen Sicherheit wiederfinden lassen, sind noch viele Defizite in den VN-Friedensoperationen und im EU-Krisenmanagement in dieser Hinsicht zu benennen. Dazu zählen die Vernachlässigung der Menschenrechte, die Hervorhebung der Sicherheit des Staates anstelle der Sicherheit der Bevölkerung und die mangelhafte Umsetzung der zivil-militärischen Zusammenarbeit. Einen Lösungsansatz bietet die Ausarbeitung eines Strategieplanes für Friedensmissionen zur Beschreitung der Zielvorgaben (zum Mainstreaming) des Konzepts der Menschlichen Sicherheit, um Friedenseinsätze zu optimieren. Dieser Strategieplan enthält sieben Punkte, die sich wie folgt skizzieren lassen:
- die vertiefte Klarstellung der Wechselwirkung zwischen den Konzepten der Menschlichen Sicherheit, der Menschenrechte und der Menschlichen Entwicklung;
- die Beurteilung der Menschlichen Sicherheit bereits vor der Intervention in die Krisenregion;
- die Einbeziehung des Beitrages nichtstaatlicher Akteure bereits in der Planungsphase und darüber hinaus;
- die Sicherstellung, dass die konzeptuellen Entwicklungen der Menschlichen Sicherheit durch die Zusammenarbeit von Akademikern und Praktikern einem Praxistest unterzogen werden;
- die Aufklärung über die Vorteile des Konzepts gegenüber den Gaststaaten, um Missverständnissen und einer Ablehnung vorzubeugen;
- die Bezeichnung der Menschlichen Sicherheit bei ihrem Namen, um Aufmerksamkeit auf das Konzepts und seine Entwicklung zu lenken und
- die Prüfung des Potentials der Grundsätze der Menschlichen Sicherheit im Feld.[50] Zunehmend wird die Bedeutung des Konzepts der Menschlichen Sicherheit für den Erfolg von Friedenseinsätzen der Vereinten Nationen und der Europäischen Union anerkannt.

Die Betonung der Menschlichen Sicherheit im Rahmen von Friedenseinsätzen entspricht der allgemeinen Tendenz zur Humanisierung des Völkerrechts.

## Bedrohungen
Nach Elmar Altvater sind es folgende Bereiche, in denen im 21. Jahrhundert menschliche Sicherheit bedroht ist:
- Umweltsicherheit (Verfügbarkeit von sauberer Luft, sauberem Wasser, fruchtbarer Böden, Klimawandel)
- Ernährungssicherheit (Vermeidung des Hungers, Vermeidung ernährungsbedingter Krankheiten)
- Sozio-ökonomische Sicherheit (Arbeitslosigkeit, prekäre Arbeit, sinkender Zusammenhang von Erwerbsarbeit und sozialer Sicherheit, fehlende Absicherung von Lebensrisiken wie Krankheit, Unfall, Erwerbslosigkeit)
- Politische Sicherheit (bewaffnete Konflikte, Krieg, Terrorismus)

## Weltrisikoindex und Weltrisikobericht
Das Bündnis Entwicklung Hilft hat in Zusammenarbeit mit dem Institut für Umwelt und menschliche Sicherheit der Universität der Vereinten Nationen in Bonn (UNU) den Weltrisikobericht 2011 herausgegeben. Zentrales Element des Berichts ist der Weltrisikoindex. Er stellt das Katastrophenrisiko für 173 Länder dar. Mit dem Weltrisikobericht soll erreicht werden, dass man von der meist kurzfristigen Betrachtung von Katastrophen hin zu einer Langfristplanung unter Berücksichtigung von Aspekten wie Risikomanagement, Prävention und Schutz besonders anfälliger Gruppen gelangt.

### Bücher
- Amitav Acharya/Subrat K. Singhdeo/M. Rajaretnam (Hrsg.), Human Security: From Concept to Practice: Case Studies from Northeast India and Orissa, Singapur 2011.
- Shannon D. Beebe/Mary Kaldor, The Ultimate Weapon is no Weapon: Human Security and the New Rules of War and Peace, New York 2010.
- Wolfgang Benedek/Christopher Daase/Vojin Dimitrijevic/Petrus van Duyne (Hrsg.), Transnational Terrorism, Organized Crime and Peace Building. Human Security in the Western Balkans, London 2010.
- Wolfgang Benedek/Matthias C. Kettemann/Markus Möstl (Hrsg.), Mainstreaming Human Security in Peace Operations and Crisis Management – Policies, Problems, Potential, London 2011.
- Hans Günter Brauch et al. (Hrsg.), Facing Global Environmental Change. Environmental, Human, Energy, Food, Health and Water Security Concepts, Vol. 4: Hexagon Series on Human and Environmental Security and Peace, Berlin/Heidelberg 2009
- David Chandler/Nik Hynek (Hrsg.), Critical perspectives on human security: rethinking emancipation and power in international relations, Oxon 2011.
- Tobias Debiel/Sascha Werthes (Eds.), Human Security on Foreign Policy Agendas. Changes, Concepts and Cases, INEF-Report 80, Duisburg 2006.
- Denise Garcia, Disarmament diplomacy and human security: regimes, norms, and moral progress in international relations, Oxon 2011.
- Marlies Glasius/Mary Kaldor (Hrsg.), A Human Security Doctrine for Europe Project, Principles, Practicalities, London 2008.
- Denisa Kostovicova/Marlies Glasius (Hrsg.), Bottom-Up Politics: An Agency-Centred Approach to Globalization, Hampshire 2011.
- Birgit Mahnkopf (Hrsg.), Globale öffentliche Güter – für menschliche Sicherheit und Frieden, Berlin 2003.
- Mary Martin/Mary Kaldor (Hrsg.), The European Union and Human Security External Interventions and Missions, London 2010.
- Mary Martin/Taylor Owen (Hrsg.), Handbook on Human Security, London 2012 (in Kürze erscheinend).
- Shiro Okubo/Louise Shelley (Hrsg.), Human Security, Transnational Crime and Human Trafficking: Asian and Western Perspectives, Oxon 2011.
- Michael R. Redclift/David Manuel-Navarrete/Mark Pelling, Climate Change and Human Security: The Challenge to Local Governance Under Rapid Coastal Urbanization, Cheltenham 2011
- Jaqueline Stein-Kaempfe, Human Security – Völkerrechtliche Aspekte eines internationalen Sicherheitskonzeptes zu Beginn des 21. Jahrhunderts, Berlin 2008.
- Shahrbanou Tadjbakhsh/Anuradha Chenoy, Human Security Concepts and implications, London 2006.
- Claudia Ulbert/Sascha Werthes (Hrsg.), Menschliche Sicherheit. Globale Herausforderungen und regionale Perspektiven, Baden-Baden 2008.
- Sascha Werthes/Corinne Heaven/Sven Vollnhals, Assessing Human Insecurity Worldwide. The Way to A Human (In)Security Index, INEF-Report 102, Duisburg 2011.
- Andrej Zwitter, Human Security, Law and the Prevention of Terrorism, London 2010.

### Zeitschriften
- Human Security Journal (HSJ), CERI Program for Peace and Human Security at Sciences Po, Paris.
- Human Security Perspectives, HUMSEC Project, online.
- International Social Science Journal 2008, Rethinking Human Security, Moufida Goucha/John Crowley (Hrsg.).